# Женская сборная Узбекистана по водному поло
Женская сборная Узбекистана по водному поло — национальная ватерпольная команда, представляющая Узбекистан на международной арене. Управляющей организацией является Федерация плавания Узбекистана (англ. Uzbekistan Swimming Federation). До 1992 года ватерполисты Узбекистана выступали в составе сборной СССР.

## Результаты выступлений

### Чемпионаты мира
| Год        | Место                                    | И                                        | В                                        | Н                                        | П                                        | ГЗ                                       | ГП                                       | +/-                                      |
| ---------- | ---------------------------------------- | ---------------------------------------- | ---------------------------------------- | ---------------------------------------- | ---------------------------------------- | ---------------------------------------- | ---------------------------------------- | ---------------------------------------- |
| 1986—1991  | могли участвовать в составе сборной СССР | могли участвовать в составе сборной СССР | могли участвовать в составе сборной СССР | могли участвовать в составе сборной СССР | могли участвовать в составе сборной СССР | могли участвовать в составе сборной СССР | могли участвовать в составе сборной СССР | могли участвовать в составе сборной СССР |
| 1994—2003  | не участвовали                           | не участвовали                           | не участвовали                           | не участвовали                           | не участвовали                           | не участвовали                           | не участвовали                           | не участвовали                           |
| 2005       | 15                                       | 5                                        | 1                                        | 0                                        | 4                                        | 14                                       | 56                                       | -42                                      |
| 2007       | не участвовали                           | не участвовали                           | не участвовали                           | не участвовали                           | не участвовали                           | не участвовали                           | не участвовали                           | не участвовали                           |
| 2009       | 15                                       | 5                                        | 1                                        | 0                                        | 4                                        | 34                                       | 91                                       | -57                                      |
| 2011       | 16                                       | 5                                        | 0                                        | 0                                        | 5                                        | 32                                       | 88                                       | -56                                      |
| 2013       | 16                                       | 4                                        | 0                                        | 0                                        | 4                                        | 15                                       | 97                                       | -82                                      |
| 2015—н. в. | не участвовали                           | не участвовали                           | не участвовали                           | не участвовали                           | не участвовали                           | не участвовали                           | не участвовали                           | не участвовали                           |

### Азиатские игры
| Год  | Место          | И              | В              | Н              | П              | ГЗ             | ГП             | +/-            |
| ---- | -------------- | -------------- | -------------- | -------------- | -------------- | -------------- | -------------- | -------------- |
| 2010 | 3              | 3              | 1              | 0              | 2              | 26             | 41             | -15            |
| 2014 | 4              | 5              | 2              | 0              | 3              | 45             | 45             | =0             |
| 2018 | не участвовали | не участвовали | не участвовали | не участвовали | не участвовали | не участвовали | не участвовали | не участвовали |
| 2022 | 6              | 6              | 1              | 0              | 5              | 60             | 125            | -65            |

### Чемпионаты Азии по плаванию[англ.]
| Год  | Место | И | В | Н | П | ГЗ  | ГП | +/- |
| ---- | ----- | - | - | - | - | --- | -- | --- |
| 2012 | 3     | 6 | 4 | 0 | 2 | 103 | 55 | +48 |
| 2016 | 4     | 6 | 3 | 0 | 3 | 45  | 64 | -19 |

### Чемпионаты Азии по водному поло[англ.]
| Год       | Место          | И              | В              | Н              | П              | ГЗ             | ГП             | +/-            |
| --------- | -------------- | -------------- | -------------- | -------------- | -------------- | -------------- | -------------- | -------------- |
| 2009      | 3              | 4              | 1              | 0              | 3              | 26             | 38             | -12            |
| 2012—2022 | не участвовали | не участвовали | не участвовали | не участвовали | не участвовали | не участвовали | не участвовали | не участвовали |
| 2023      | 3              | 6              | 2              | 0              | 4              | 58             | 64             | -6             |